# مات شيريدان
مات شيريدان هو لاعب كرة القدم الكندية كندي، ولد في 27 مايو 1977 في مونتريال في كندا.